# La piedra que era Cristo
La piedra que era Cristo es la séptima y última novela del escritor venezolano Miguel Otero Silva. Publicada por editorial Plaza & Janés en 1985.

## Reseña
«La piedra que era Cristo». La novela recuenta la vida de Jesús de Nazaret con perspectiva novedosa, cambiando los elementos históricos como el ambiente y las parábolas.
Otero describe como el anuncio y llegada de Jesús cambiaron la vida de los habitantes del Medio Oriente y narra el descubrimiento espiritual de figuras como Juan El Bautista. Al cambiar el trasfondo, Otero se enfoca en los personajes para explorar su dimensión humana.
- Datos: Q9019513